# Axonolaimus austrogeorgiae
Axonolaimus austrogeorgiae is een rondwormensoort uit de familie van de Axonolaimidae. De wetenschappelijke naam van de soort is voor het eerst geldig gepubliceerd in 1959 door Allgén.